# Palacio de los Condes de Buenavista
El palacio de los Condes de Buenavista de la Victoria es un edificio de la arquitectura civil española del siglo XVI, construido hacia 1530-1540 por Diego de Cazalla y sede del Museo Picasso Málaga. Originalmente, fue el palacio residencial de los Condes de Buenavista de la Victoria, de ahí su denominación. Se encuentra situado en la calle San Agustín de la ciudad de Málaga (Andalucía, España). Fue declarado Monumento Nacional en 1939, por lo que es Bien de Interés Cultural.

## Descripción
Es el más importante ejemplo de arquitectura civil realizada tras la conquista de Málaga por los Reyes Católicos. Su arquitectura es renacentista, con fachada plateresca y soluciones mudéjares.
Consta de sótano, baja y primera planta, con una fachada plateresca maciza de aparejo de sillares, donde se trabajan con sencillez pero de forma rotunda los elementos decorativos que enmarcan los huecos, de grandes dimensiones y asimétricos. La puerta principal de acceso fue diseñada junto con el balcón superior y el interior se organiza en torno a un patio con  doble galería. A través de la escalera, al fondo a la derecha se accede a la planta primera que repite el esquema de planta baja. La torre del edificio posee guardapolvo y arcas bajo alfiz en su parte superior, con aparejo de sillares de grandes dimensiones. 
El Palacio se convirtió, durante el siglo XX, en la sede del Museo de Bellas Artes de Málaga, a raíz del Real Decreto de 1913 que reorganizaba este tipo de museos. Alquilado durante años por su propietario al Estado, en 1996 fue designado como sede del Museo Picasso Málaga y, tras la inauguración de este en 2003, en 2009 se aprobó la cesión del edificio, que era propiedad de la administración autonómica, a la fundación resultante de la fusión de la Fundación Picasso y la "Fundación Paul, Christine y Bernard Ruiz-Picasso".